# Top Model Türkiye
Top Model Türkiye (tiếng Anh: Top Model Turkey) (hay còn được gọi là Deniz Akkaya ile Top Model Türkiye) là cuộc thi thực tế được sản xuất bởi D Productions, phát sóng trên Star TV và một phần của Top Model được sáng lập bởi Tyra Banks.
Casting được tổ chức ở nhiều nơi trong Thổ Nhĩ Kỳ. Trong số đó, 20 thí sinh bán kết được lựa chọn và 12 người được ban giám khảo lựa chọn tham dự vào cuộc thi và chuyển đến biệt thự sang trọng ở Zekeriyaköy.
Người chiến thắng của mùa giải ấy là Selda Car, 21 tuổi. Cô giành được: 1 hợp đồng người mẫu với Erez Uğurkan Modeling Agency trong 1 năm, 1 hợp đồng quảng cáo với Avon Products trị giá €15.000 và 1 hợp đồng người mẫu nước ngoài trong 1 năm.
Şeyma Subaşı & Senem Kuyucuoğlu, hai thí sinh của cuộc thi nay đã trở thành những người mẫu nổi bật, với Kuyucuoğlu đoạt giải á quân trong Miss Turkey 2009 và đại diện cho quốc gia trong cuộc thi Hoa hậu Hoàn vũ 2009.

## Mùa
| Mùa | Phát sóng           | Quán quân | Á quân           | Các thí sinh theo thứ tự bị loại | Tổng số thí sinh |
| --- | ------------------- | --------- | ---------------- | --- | ---------------- |
| 1   | 16 tháng 7 năm 2006 | Selda Car | Senem Kuyucuoğlu | Yağmur Eren, Göksun Uzun, Eda Köse, Gözde Çetin, Nurcan Altınoluk, Songül Yıldırım, Güneş Öznek, Şeyma Subaşı, Meral Bayram, Merve Şendil | 12               |

## Các thí sinh
(Tuổi tính từ ngày dự thi)
| Thí sinh         | Tuổi | Chiều cao               | Quê quán           | Bị loại ở | Hạng |
| ---------------- | ---- | ----------------------- | ------------------ | --------- | ---- |
| Yağmur Eren      | 18   | 1,80 m (5 ft 11 in)     | Istanbul           | Tập 2     | 12   |
| Göksun Uzun      | 20   | 1,75 m (5 ft 9 in)      |                    | Tập 3     | 11   |
| Eda Köse         | 22   | 1,78 m (5 ft 10 in)     |                    | Tập 4     | 10   |
| Gözde Çetin      | 19   | 1,75 m (5 ft 9 in)      | İzmit              | Tập 5     | 9    |
| Nurcan Altınoluk | 17   | 1,70 m (5 ft 7 in)      |                    | Tập 6     | 8    |
| Songül Yıldırım  | 18   | 1,82 m (5 ft 11+1⁄2 in) | İzmir              | Tập 7     | 7    |
| Güneş Öznek      | 21   | 1,79 m (5 ft 10+1⁄2 in) | İzmir              | Tập 8     | 6    |
| Şeyma Subaşı     | 16   | 1,74 m (5 ft 8+1⁄2 in)  | Istanbul           | Tập 9     | 5    |
| Meral Bayram     | 23   | 1,81 m (5 ft 11+1⁄2 in) |                    | Tập 10    | 4    |
| Merve Şendil     | 22   | 1,74 m (5 ft 8+1⁄2 in)  | Istanbul           | Tập 11    | 3    |
| Senem Kuyucuoğlu | 16   | 1,85 m (6 ft 1 in)      | İzmir              | Tập 11    | 2    |
| Selda Car        | 21   | 1,77 m (5 ft 9+1⁄2 in)  | Maastricht, Hà Lan | Tập 11    | 1    |